# Diócesis de Cajazeiras
La diócesis de Cajazeiras (en latín: Caiazeirasensis y en portugués: Diocese de Cajazeiras) es una circunscripción eclesiástica de la Iglesia católica en Brasil. Se trata de una diócesis latina, sufragánea de la arquidiócesis de Paraíba. Desde el 8 de junio de 2016 su obispo es Francisco de Sales Alencar Batista, de la Orden de Nuestra Señora del Monte Carmelo.

## Territorio y organización
La diócesis tiene 14 575 km² y extiende su jurisdicción sobre los fieles católicos de rito latino residentes en 54 municipios del estado de Paraíba. 
La sede de la diócesis se encuentra en la ciudad de Cajazeiras, en donde se halla la Catedral de Nuestra Señora de la Piedad.
En 2021 en la diócesis existían 63 parroquias agrupadas en 6 zonas pastorales: Cajazeiras, Catolé do Rocha, Itaporanga, Pombal, São João do Rio de Peixe y Sousa.

## Historia
La diócesis fue erigida el 6 de febrero de 1914 con la bula Maius catholicae religionis incrementum del papa Pío X, obteniendo el territorio de la diócesis de Paraíba, que al mismo tiempo fue elevada al rango de arquidiócesis metropolitana.
El 17 de enero de 1959 cedió una parte de su territorio para la erección de la diócesis de Patos mediante la bula Quandoquidem Deus del papa Juan XXIII.

## Estadísticas
Según el Anuario Pontificio 2022 la diócesis tenía a fines de 2021 un total de 545 390 fieles bautizados.
| Año                                                                             | Población            | Población | Población      | Sacerdotes | Sacerdotes    | Sacerdotes    | Bautizados por sacerdote | Diáconos permanentes | Religiosos | Religiosos | Parroquias |
| Año                                                                             | Bautizados católicos | Total     | % de católicos | Total      | Clero secular | Clero regular | Bautizados por sacerdote | Diáconos permanentes | Varones    | Mujeres    | Parroquias |
| ------------------------------------------------------------------------------- | -------------------- | --------- | -------------- | ---------- | ------------- | ------------- | ------------------------ | -------------------- | ---------- | ---------- | ---------- |
| 1949                                                                            | 296 820              | 300 000   | 98.9           | 36         | 27            | 9             | 8245                     |                      | 9          | 47         | 17         |
| 1957                                                                            | 495 000              | 500 000   | 99.0           | 43         | 31            | 12            | 11 511                   |                      | 15         | 58         | 21         |
| 1966                                                                            | 498 000              | 500 000   | 99.6           | 38         | 34            | 4             | 13 105                   |                      |            | 90         | 32         |
| 1970                                                                            | 425 000              | ?         | ?              | 29         | 25            | 4             | 14 655                   |                      | 5          | 38         | 35         |
| 1976                                                                            | 522 362              | 527 262   | 99.1           | 20         | 17            | 3             | 26 118                   |                      | 3          | 60         | 34         |
| 1980                                                                            | 537 000              | 546 874   | 98.2           | 24         | 20            | 4             | 22 375                   |                      | 4          | 55         | 35         |
| 1990                                                                            | 599 000              | 602 000   | 99.5           | 23         | 16            | 7             | 26 043                   |                      | 7          | 37         | 38         |
| 1999                                                                            | 550 000              | 567 000   | 97.0           | 40         | 36            | 4             | 13 750                   |                      | 4          | 54         | 38         |
| 2000                                                                            | 556 000              | 574 000   | 96.9           | 37         | 34            | 3             | 15 027                   |                      | 3          | 54         | 38         |
| 2001                                                                            | 630 000              | 650 000   | 96.9           | 39         | 37            | 2             | 16 153                   |                      | 2          | 51         | 38         |
| 2002                                                                            | 620 203              | 650 000   | 95.4           | 41         | 40            | 1             | 15 126                   |                      | 8          | 45         | 38         |
| 2003                                                                            | 507 278              | 563 642   | 90.0           | 48         | 46            | 2             | 10 568                   |                      | 17         | 45         | 38         |
| 2004                                                                            | 507 278              | 533 909   | 95.0           | 50         | 48            | 2             | 10 145                   |                      | 10         | 45         | 40         |
| 2006                                                                            | 519 000              | 547 000   | 94.9           | 53         | 50            | 3             | 9792                     |                      | 12         | 45         | 45         |
| 2016                                                                            | 542 434              | 582 792   | 93.1           | 72         | 64            | 8             | 7533                     |                      | 20         | 56         | 61         |
| 2019                                                                            | 553 780              | 592 150   | 93.5           | 73         | 67            | 6             | 7586                     |                      | 10         | 28         | 63         |
| 2021                                                                            | 545 390              | 583 203   | 93.5           | 79         | 69            | 10            | 6903                     |                      | 26         | 59         | 63         |
| Fuente: Catholic-Hierarchy, que a su vez toma los datos del Anuario Pontificio. |                      |           |                |            |               |               |                          |                      |            |            |            |

## Episcopologio
- Moisés Ferreira Coelho † (16 de noviembre de 1914-12 de febrero de 1932 nombrado obispo coadjutor de Paraíba[nota 1])
  - Sede vacante (1932-1934)
- José da Matha de Andrade y Amaral † (24 de marzo de 1934-12 de mayo de 1941 nombrado obispo de Amazonas)
  - Sede vacante (1941-1944)
- Henrique Gelain † (29 de julio de 1944-22 de mayo de 1948 nombrado obispo de Cafelândia)
- Luis do Amaral Mousinho † (30 de agosto de 1948-18 de marzo de 1952 nombrado obispo de Ribeirão Preto)
- Zacarias Rolim de Moura † (27 de abril de 1953-12 de julio de 1990 retirado)
- Matias Patrício de Macêdo (12 de julio de 1990-12 de julio de 2000 nombrado obispo coadjutor de Campina Grande)
- José Gonzalez Alonso (20 de junio de 2001-16 de septiembre de 2015 retirado)
- Francisco de Sales Alencar Batista, O. Carm., desde el 8 de junio de 2016